# فاركو للأدوية
مجموعة فاركو للأدوية هي شركة قابضة مصرية، تعمل في مجال صناعة الدواء، أنشأت بمدينة الإسكندرية سنة 1978 تحت اسم «الشركة الإسلامية للأدوية والكيماويات والمستلزمات الطبية» كشراكة بين رجل الأعمال حسن عباس حلمي وبنك فيصل الإسلامي المصري برأس مال 1.6 مليون جنيه مصري، وفي سنة 1983 تخارج بنك فيصل الإسلامي من الشركة واستحوذ رجل الأعمال حسن عباس حلمي على جميع أسهمها وتغير اسمها إلى شركة فاركو للأدوية.
يقع المقر الرئيسي للشركة بمدينة الإسكندرية ومصانعها بمنطقة العامرية، مدينة برج العرب الجديدة، ومدينة العاشر من رمضان، تضم مجموعة فاركو للأدوية عشرة شركات تابعة، ونادي فاركو لكرة القدم، وبلغت مبيعات الشركة سنة 2021 حوالي 5.5 مليار جنيه مصري، لتحتل بذلك المركز السابع بين شركات الأدوية الأعلى مبيعات في مصر وبحصة سوقية بلغت حوالي 3.3%.

## الشركات التابعة
ضمت مجموعة فاركو للأدوية حتى سنة 2022 عدد 11 شركة ومؤسسة هي:
- فاركو للأدوية.
- العامرية للصناعات الدوائية.
- الأوروبية المصرية للصناعات الدوائية.
- سيف فارما.
- تكنو فارما إيجيبت.
- نادي فاركو.[8]
- فاركو بي.
- فاركو بي العالمية لصناعة الكيماويات.
- فاركو ايمبكس رومانيا.
- شركة أبوقير تريدنج.
- بيوجنيركس للمستحضرات الحيوية.

## وصلات خارجية
- الموقع الرسمي للشركة.
- الصفحة الرسمية للشركة على موقع فيس بوك.